# Fokaja
Fokaja ali Fokeja (starogrško starogrško Φώκαια, Fókaia, sedanja Foça, Turčija) je bila staroveško jonsko mesto v zahodni Anatoliji. Ustanovljena je bila v 10. stoletju pr. n. št. Znana je predvsem po tem da so njeni kolonisti leta 600 pr. n. št. ustanovili Masalijo (sedanji  Marseille, Francija), leta 575 pr. n. št. Emporion (sedanji  Empúries, Katalonija, Španija) in leta 540 pr. n. št. Eleo (sedanja Velia, Kampanija, Italija).

## Zgodovina
Starogrški geograf Pavzanias pravi, da so Fokajo ustanovili Fokajci pod atenskim vodstvom. Zemljišče zanjo so jim dali Eolci iz Kimeje. Fokaja je bila kasneje sprejeta v Jonsko zvezo.  Ostanki lončenine kažejo, da so bili Eolci na tem ozemlju naseljeni že najkasneje v 9. stoletju pr. n. št., Jonci pa najkasneje konec 9. stoletja pr. n. št. Iz tega se sklepa, da je bila približno takrat ustanovljena tudi Fokaja.
Po Herodotu so bili Fokajci prvi Grki, ki so se odpravljali na dolge plovbe in odkrivali obale Jadranskega in Tirenskega morja in Španije. Herodot pravi tudi to, da so na Argantoniosa, kralja Tartesa v Španiji, naredili tako močan vtis, da jih je povabil, naj se tam naselijo. Ko so to odklonili, jim je dal veliko vsoto denarja, da bi okoli mesta zgradili obzidje.
Njihova pomorska potovanja so bila kar obsežna. Na jugu so verjetno trgovali z grško kolonijo Navkratis v Egiptu, ki so jo ustanovili Jonci iz Mileta. Na severu so verjetno pomagali naseliti Amisos (Samsun) na Črnem morju in Lampsakos na severnem koncu Helesponta (Dardanele). Njihove največje kolonije so bile na zahodu. Mednje so spadale Alalia na Korziki, Emporie in Roda v Španiji in predvsem Massalia (Marseille) v Franciji.
Fokaja je ostala neodvisna do vladavine lidijskega kralja Kreza (okoli 560-545 pr. n. št.), ko je prva od jonskih mest prišla pod lidijsko oblast. Leta 546 pr. n. št. je skupaj z Lidijo prišla pod oblast perzijskega kralja Kira Velikega. 
Fokajci se niso uklonili Perzijcem in so raje zapustili svoje mesto. Nekaj jih je pobegnilo na Hios, drugi pa na Korziko in svoje druge sredozemske kolonije. Nekaj se jih je nazadnje vrnilo v Fokajo, nekaj pa jih je okoli leta 540 pr. n. št. ustanovilo kolonijo Eleo.
Leta 500 pr. n. št. se je Fokaja pridružila jonski vstaji proti Perzijcem. Njihove pomorske izkušnje dokazuje izbira Fokajca Dionizija za komandanta jonskega ladjevja v slavni bitki pri Ladi leta 494 pr. n. št., njeno upadajočo moč pa kaže dejstvo, da so lahko za jonsko ladjevje prispevali samo tri ladje od 353. Jonsko ladjevje je bilo poraženo, kmalu zatem pa se je končal tudi upor.
Po porazu Kserksa I. v vojni z Grki leta 480 pr. n. št. in kasnejšem vzponu atenske moči se je Fokaja pridružila  delsko-atiški pomorski zvezi in plačevala Atenam dva talenta davka. Leta 412 se je med peloponeško vojno s pomočjo Sparte skupaj z drugimi jonskimi mesti uprla atenski oblasti. Po sklenitvi Antalkidovega mirovnega sporazuma, s katerim se je uradno končala korintska vojna, je Fokaja leta 387 pr. n. št. ponovno prišla pod perzijsko oblast. 
Leta 343 pr. n. št. so Fokajci neuspešno oblegali Kidonijo na Kreti.
V helenističnem obdobju je Fokaja prišla najprej pod selevkidsko cesarstvo in nato atalidsko oblast. V rimskem obdobju je postala središče za izdelavo keramične posode, vključno z značilno poznorimsko rdečo posodo (terra sigillata). 
V bizantinskem obdobju je prišla pod upravo Benedetta Zaccarie, genovskega ambasadorja v Bizancu. Njegova oblast je kasneje postala dedna. Zaccaria in njegovi nasledniki so zelo obogateli, predvsem zaradi bogatih rudnikov galuna. Genovska kolonija je ostala do leta 1455, ko so jo osvojili osmanski Turki. Fokaja je naslovni sedež rimskokatoliške škofije.
Leta 1914 je bil v Fokaji pokol grškega prebivalstva, ki so ga izvedle iregularne turške bande.

## Denar
Fokajci so bili med prvimi mesti na svetu, ki so, verjetno po lidijskem zgledu, uporabljali kovan denar. Najstarejši kovanci so bili iz elektrona, samorodne zlitine zlata in srebra. Britanski muzej poseduje kovance iz obdobja 600-550 pr. n. št.